# Иоаннис Даскалояннис (аэропорт)
Аэропорт Ханья́ «Иоаннис Даскалояннис» (греч. Αερολιμένας Χανίων «Ιωάννης Δασκαλογιάννης»; ИАТА: CHQ, ИКАО: LGSA) — международный аэропорт совместного базирования на острове Крит в Греции, расположенный в 10 километрах от города Ханья.
Аэропорт Ханья является вторым по пассажиропотоку на острове Крит после аэропорта Ираклиона, а также узловым аэропортом для Aegean Airlines и Ryanair. Помимо обслуживания пассажирских рейсов является базой военно-воздушных сил Греции.
С 2000 года носит имя Иоанниса Даскалоянниса, предводителя антиосманского восстания на Крите 1770 года. C 2015 года аэропорт Ханья, в числе других 13 греческих аэропортов вошёл под управление немецкого аэропортового холдинга Fraport. Договор концессии предусматривает обслуживание аэропорта в течение 40 лет.

## История
Изначально основными воздушными воротами западного Крита был небольшой аэродром возле деревни Малеме, построенный незадолго до Второй мировой войны британскими военными. До 1959 года аэропорт в Малеме принимал гражданские самолёты, после чего вся военная база с аэродрома была переведена в новый аэропорт у бухты Суда, построенный возле Ханьи.
В 1967 году в новом аэропорту Ханьи завершилось строительство первого пассажирского терминала с двумя стоянками для самолётов. С 1974 года аэропорт стал принимать первые международные рейсы, после чего появилось необходимость возведения нового аэровокзала по причине низкой пропускной способности первого терминала. Наконец, в 1996 году был открыт новый пассажирский терминал с шестью стоянками для воздушных судов.

## Инфраструктура
Аэропорт Ханьи обслуживает один двухэтажный пассажирский терминал. В здании работают кабинет первой помощи, полиция, зал официальных делегаций, бары, магазины сувениров и Duty Free.
Общее число стоянок для самолётов — 10. Для взлёта и посадки воздушный судов используется асфальтовая взлётно-посадочная полоса номер 11/29 длиной 3,347 метров. Категория аэродрома по пожарной безопасности — 8 (VIII).

## Авиакомпании и направления
В 2019 году в аэропорт были прямые рейсы из Российских городов.

## Показатели деятельности
| 2000                                                                                         | 1,416,803   | 2 203      | 13,012   |
| 2001                                                                                         | ▲ 1,428,982 | ▲ 2,355    | ▼ 12,931 |
| 2002                                                                                         | ▼ 1,384,579 | ▼ 2,175    | ▼ 11,826 |
| 2003                                                                                         | ▲ 1,479,653 | ▼ 1,981    | ▲ 13,974 |
| 2004                                                                                         | ▼ 1,446,377 | ▼ 1,745    | ▼ 13,914 |
| 2005                                                                                         | ▲ 1,512,769 | ▲ 1,984    | ▼ 13,060 |
| 2006                                                                                         | ▲ 1,760,959 | ▼ 1,715    | ▲ 14,760 |
| 2007                                                                                         | ▲ 1,882,834 | ▼ 1,694    | ▲ 15,430 |
| 2008                                                                                         | ▼ 1,866,581 | ▲ 1,917    | ▼ 15,206 |
| 2009                                                                                         | ▼ 1,795,466 | ▼ 1,345    | ▲ 16,014 |
| 2010                                                                                         | ▼ 1,654,864 | ▼ 1,192    | ▼ 13,852 |
| 2011                                                                                         | ▲ 1,774,623 | ▼ 977      | ▲ 13,916 |
| 2012                                                                                         | ▲ 1,836,965 | ▼ 642      | ▲ 14,120 |
| 2013                                                                                         | ▲ 2,078,857 | ▼ 549      | ▲ 15,076 |
| 2014                                                                                         | ▲ 2,447,566 | ▼ 477      | ▲ 16,896 |
| 2015                                                                                         | ▲ 2,702,283 | ▼ 465      | ▲ 17,758 |
| 2016                                                                                         | ▲ 2,953,278 | ▲ 519      | ▲ 19,288 |
| 2017                                                                                         | ▲ 3,042,409 | нет данных | ▲ 19,512 |
| 2018                                                                                         | ▼ 3,008,687 | нет данных | ▲ 19,604 |
| Источник: Hellenic Civil Aviation Authority (2000-2016 годы) Fraport Greece (2016-2018 годы) |             |            |          |

## Транспортное сообщение
До центра Ханьи от аэропорта около семи раз в день отправляются рейсовые автобусы. Время в пути составляет около 30 минут. Также поблизости от терминала расположена стоянка такси. Воспользоваться их услугами можно лишь в то время, когда аэропорт принимает и отправляет рейсы.
Также в здании аэровокзала аэропорта работают офисы компаний по прокату автомобилей: Avis, Τrust, Europcar, Sixt, Hertz и Budget.